# Davarus Shores
Davarus Shores (Mesquite, 22 aprile 1992) è un ex giocatore di football americano statunitense che ha giocato come defensive back.